# Plinische eruptie

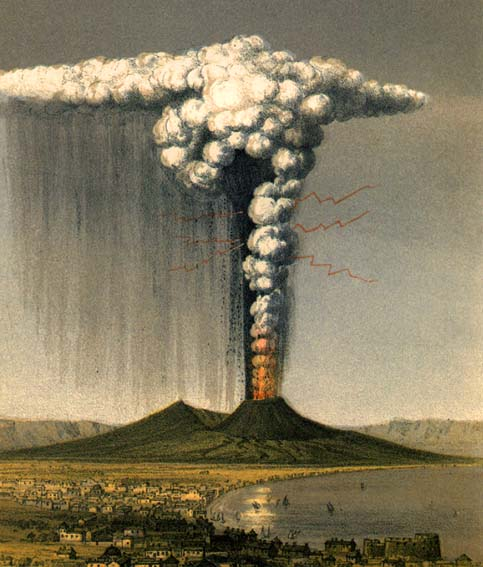
Eruptie van de Vesuvius op een tekening uit 1822. De eruptie in het jaar 79 zou er ook zo uitgezien hebben.

Schema van de uitbarsting:
1.eruptiekolom met paddenstoelvormige aswolk
2.vulkaanpijp
3.asregen
4.stratovulkaan
5.omringende gesteentelagen
6.magmakamer

Een Plinische of Pliniaanse uitbarsting is een type van vulkaanuitbarsting. Dit type is genoemd naar Plinius de Jongere. Hij schreef een brief (epistulae) aan de geschiedschrijver Tacitus over het avontuur van zijn oom (Plinius de Oudere) tijdens de uitbarsting van de Vesuvius in 79.
De Plinische uitbarsting wordt gekenmerkt door een zware explosie van hete gassen die voorafgaat aan de lavastroom en vaak meer slachtoffers maakt dan de uiteindelijke eruptie. Plinische erupties gaan gepaard met de uitstoot van veel materiaal en scoren daarmee hoog op de Vulkanische-explosiviteitsindex (VEI).

## Voorbeelden
- De vulkaanuitbarsting onder de Eyjafjallajökull 2010 in IJsland
- De uitbarsting in 2009 van de Sarytsjev in Rusland
- De uitbarsting van Mount Saint Helens in 1980 in de VS
- De uitbarsting van Mount Pinatubo in 1991 in de Filipijnen
- De uitbarsting van de Krakatau in 1883 in Indonesië
- De uitbarsting van de Tambora in 1815 in Indonesië
- De Minoïsche uitbarsting van Santorini in 1628 v. Chr. in Griekenland